# Rezerwat przyrody Dolina Postomii

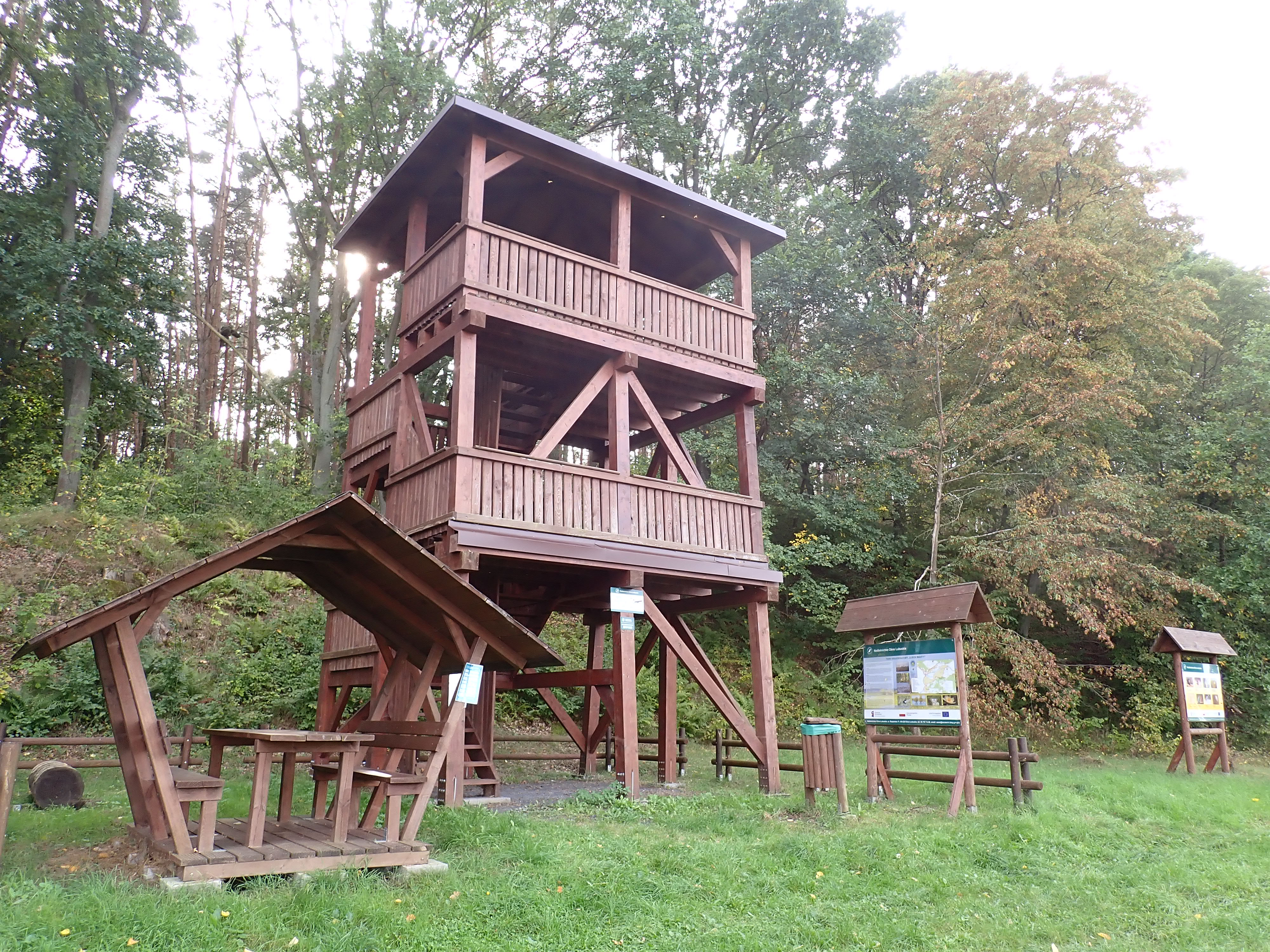
Punkt widokowy w rezerwacie

Dolina Postomii – leśny rezerwat przyrody w województwie lubuskim, w powiecie sulęcińskim, w gminie Słońsk. Leży w granicach Parku Krajobrazowego Ujście Warty.
Ustanowienie ochrony rezerwatowej ma na celu skuteczną ochronę walorów przyrodniczych krawędzi doliny Postomii pomiędzy Lemierzycami a Słońskiem.
Obszar rezerwatu obejmuje południową krawędź i dno doliny rzeki Postomii, stanowiącej jednocześnie krawędź szerokiej pradoliny Warty. Dno doliny zajmują zbiorowiska szuwarowe i łąkowe. Graniczą one przestrzennie z wąskim pasem łęgów olszowo-jesionowych. Na wyższych terasach i na stromych krawędziach doliny zachowały się bardzo dobrze wykształcone fragmenty lasów grądowych oraz dąbrów acydofilnych.
Obszar rezerwatu objęty jest ochroną czynną.

## Cele rezerwatu
Celem ochrony jest zachowanie naturalnych ekosystemów leśnych i nieleśnych. 
Rezerwat jest ostoją szeregu ginących i zagrożonych gatunków roślin i zwierząt, przede wszystkim ptaków i owadów. Stanowi on też jedno z lepiej zachowanych stanowisk grądu w tym regionie. Występujące na tym terenie typy siedlisk wskazane są w załączniku I do Dyrektywy Rady 92/43/EWG z dnia 21 maja 1992 r. w sprawie ochrony siedlisk naturalnych oraz dzikiej fauny i flory, które wymagają ochrony.

## Flora i fauna
Na terenie rezerwatu występuje wiele rzadkich i chronionych roślin jak: bluszcz pospolity, cis pospolity, czerniec gronkowy, dzwonek brzoskwiniolistny, kokorycz wątła, konwalia majowa, paprotka zwyczajna, przylaszczka pospolita, śnieżyczka przebiśnieg oraz żankiel zwyczajny. W terenie zlokalizowano ponad 80 drzew o wymiarach pomnikowych. Stanowią one siedlisko dla wielu rzadkich gatunków grzybów, owadów i innych bezkręgowców i powinny być traktowane jako obiekty specjalnej troski.
Bardzo bogata jest również fauna rezerwatu. W grupie chrząszczy kózkowatych stwierdzono aż 32 gatunki, w tym szereg rzadkich i ginących na terenie Polski Zachodniej i całego kraju. Podobnie zróżnicowana i bogata jest awifauna lęgowa rezerwatu, licząca 50 gatunków ptaków. Szereg z nich to gatunki ginące i zagrożone.

## Podstawa prawna
Rozporządzenie nr 1 Wojewody Lubuskiego z dnia 6 stycznia 2005 r. Na podstawie art. 13 ust. 1 i 3 ustawy z dnia 16 kwietnia 2004 r. o ochronie przyrody (Dz.U. z 2022 r. poz. 916).

## Obszar rezerwatu
W skład rezerwatu przyrody wchodzą działki o numerach ewidencyjnych: 3/15 – 3,3239 ha, 3/18 – 3,8157 ha, 838 – 7,2390 ha, 840 – 2,3307, 842 – 5,5619 ha, 844 – 7,0979 ha, 846 – 10,6921, 848 – 12,8455 ha, 850 – 4,4307 ha, 852 – 1,3477 ha, 854 – 2,3916 ha, 856 – 7,5807 ha położone w obrębie ewidencyjnym miejscowości Lemierzyce, gminie Słońsk, powiecie sulęcińskim.
Grunty rezerwatu w całości stanowią własność Skarbu Państwa w zarządzie Przedsiębiorstwa Lasy Państwowe (Nadleśnictwo Ośno Lubuskie).

## Turystyka
Przez teren rezerwatu prowadzi ścieżka edukacyjno-przyrodnicza.